# MSK Charków
MSK Charków (ukr. Муніципальний спортивний клуб «Харків») – ukraiński klub futsalu z siedzibą w mieście Charków, w północno-wschodniej części kraju, grający od sezonu 2022/23 w futsalowej Ekstra-Lidze Ukrainy.

## Historia
Chronologia nazw:
- 2022: MSK Charków (ukr. МСК «Харків»)

Klub futsalowy MSK został założony w Charkowie 25 maja 2022 roku. W sezonie 2022/23 klub zgłosił się do rozgrywek w Ekstra-ligi, zajmując 4.miejsce w grupie Centrum. W rundzie playoff jednak odpadł w ćwierćfinale. W sezonie 2023/24 zespół znów zagrał na najwyższym poziomie i tak jak poprzednio dotarł do ćwierćfinału.

## Barwy klubowe, strój i herb
|  |  |

Klub ma barwy zielono-białe. Zawodnicy domowe spotkania zazwyczaj grają w zielonych koszulkach, zielonych spodenkach oraz zielonych getrach.

## Sukcesy

### Trofea międzynarodowe
Klub jeszcze nigdy nie zakwalifikował się do rozgrywek europejskich (stan na 31-05-2024).

### Trofea krajowe
| \| \| Zdobyte trofea w rozgrywkach Ukrainy (stan na: 31-05-2024) \| |                                                            |      |                  |
| Rozgrywki                                                           | Osiągnięcie                                                | Razy | Sezon(y)         |
| · Mistrzostwo                                                       | I miejsce                                                  | 0    |                  |
| · Mistrzostwo                                                       | II miejsce                                                 | 0    |                  |
| · Mistrzostwo                                                       | III miejsce                                                | 0    |                  |
| · Mistrzostwo                                                       | ćwierćfinalista                                            | 2    | 2022/23, 2023/24 |
| Puchar                                                              | zdobywca                                                   | 0    |                  |
| Puchar                                                              | finalista                                                  | 0    |                  |
| Puchar                                                              | 1/8 finału                                                 | 2    | 2022/23, 2023/24 |
| II liga                                                             | I miejsce                                                  | 0    |                  |
| II liga                                                             | II miejsce                                                 | 0    |                  |
| II liga                                                             | III miejsce                                                | 0    |                  |
| Ukraina                                                             | Zdobyte trofea w rozgrywkach Ukrainy (stan na: 31-05-2024) |      |                  |

- Puchar Niezwyciężonych:
  - 4.miejsce (1): 2022.

## Poszczególne sezony

### Rozgrywki międzynarodowe

#### Europejskie puchary
Nie uczestniczył w rozgrywkach europejskich.

### Rozgrywki krajowe
| \| \| Bilans występów klubu w rozgrywkach futsalowych Ukrainy (Stan na 31 maja 2024 r.) \| |                                                                                   |        |       |   |   |   |    |    |     |            |        |        |       |
| Poziom                                                                                     | Rozgrywki                                                                         | Sezony | Mecze | Z | R | P | B+ | B– | Pkt | Lata       | Awanse | Spadki | Naj.  |
| I                                                                                          | Wyszcza liha / Ekstra-liha                                                        | 2      |       |   |   |   |    |    |     | od 2022/23 | 0      | 0      | 1/4 f |
| II                                                                                         | Persza liha                                                                       | 0      |       |   |   |   |    |    |     |            | 0      | 0      |       |
| III                                                                                        | Druha liha                                                                        | 0      |       |   |   |   |    |    |     |            | 0      | 0      |       |
|                                                                                            | Puchar Ukrainy                                                                    | 2      |       |   |   |   |    |    |     | od 2022/23 | 0      | 0      | 1/8 f |
| Ukraina                                                                                    | Bilans występów klubu w rozgrywkach futsalowych Ukrainy (Stan na 31 maja 2024 r.) |        |       |   |   |   |    |    |     |            |        |        |       |

## Futsaliści, trenerzy, prezydenci i właściciele klubu

### Trenerzy
- 2022–07.2023:  Denys Owsiannikow
- 08.2023–09.2024:  Stanisław Honczarenko
- od 10.2024:  Wasyl Suchomlinow

## Struktura klubu

### Stadion
Drużyna rozgrywa swoje mecze domowe we Charkowie w Hali Pałacu Sportu Łokomotyw.  

## Kibice i rywalizacja z innymi klubami

### Derby
- Riatuwalnyk Romny